# (4231) Fireman
(4231) Fireman ist ein Hauptgürtelasteroid, der am 11. November 1976 vom Harvard-College-Observatorium aus entdeckt wurde.
Der Asteroid wurde nach dem US-amerikanischen Physiker Edward L. Fireman (1922–1990) benannt.